# Avaliação diagnóstica
A avaliação diagnóstica no contexto educacional é um processo utilizado para entender o nível de conhecimento, habilidades, competências e necessidades dos alunos em uma determinada área de estudo ou disciplina. Ela desempenha um papel fundamental na identificação das lacunas de aprendizado e no planejamento de estratégias de ensino mais eficazes.
Esta avaliação é usada para coletar dados sobre o que os alunos já sabem sobre um tema. As avaliações diagnósticas são conjuntos de perguntas escritas (múltipla escolha ou resposta curta) que avaliam a base de conhecimento atual do aluno ou as opiniões atuais sobre um tópico/questão a ser estudado. O objetivo é obter uma visão geral da situação atual dos alunos – intelectual, emocional ou ideologicamente – permitindo ao instrutor fazer escolhas instrucionais sólidas sobre como ensinar o novo conteúdo do curso e qual abordagem de ensino usar.
Eles são frequentemente usados pré e pós-instrução, onde os alunos recebem testes idênticos antes e depois do curso. Este método permite que instrutores e alunos registrem seu progresso de aprendizagem comparando os resultados pré e pós-testes. Algumas disciplinas, como a física, desenvolveram um conjunto de testes de diagnóstico.
Alguns aspectos-chave da avaliação diagnóstica são a avaliação de necessidades, ou seja, a avaliação diagnóstica ajuda os educadores a identificar as necessidades individuais de cada aluno, bem como as necessidades do grupo como um todo. Isso permite que eles personalizem o ensino para atender às demandas específicas de cada estudante. Um segundo passo é a coleta de dados, na qual os educadores utilizam uma variedade de instrumentos, como testes, questionários, observações em sala de aula e análise de trabalhos dos alunos, para coletar dados sobre o desempenho dos estudantes. Esses dados ajudam a criar um perfil educacional detalhado de cada aluno.
O terceiro passo é o feedback (resposta), com base nos resultados da avaliação diagnóstica, os educadores podem fornecer feedback individualizado aos alunos, destacando suas áreas fortes e áreas que precisam de melhoria. Além disso, os educadores podem orientar os alunos sobre como desenvolver suas habilidades e conhecimentos. O terceiro passo é a adaptação do ensino, pois resultados da avaliação diagnóstica também ajudam os educadores a ajustar seus métodos de ensino e conteúdo curricular. Eles podem criar planos de ensino personalizados para atender às necessidades específicas de cada aluno ou grupo de alunos.
O quinto passo é o monitoramento do progresso, pois a avaliação diagnóstica não é um evento único; ela pode ser realizada regularmente ao longo do ano letivo para monitorar o progresso dos alunos. Isso permite que os educadores avaliem a eficácia das estratégias de ensino e façam ajustes conforme necessário.
O sexto passo é a tomada de Decisões Educacionais. Os resultados da avaliação diagnóstica também podem ser usados para tomar decisões educacionais, como a criação de grupos de aprendizado diferenciado, a implementação de programas de intervenção ou a alocação de recursos adicionais para alunos com necessidades especiais.